# Sebastian Fuchs
Sebastian Fuchs (* 24. Juli 1986 in Eckernförde) ist ein deutscher Volleyball- und Beachvolleyballspieler.

## Karriere Hallen-Volleyball
Sebastian Fuchs begann seine Volleyball-Karriere in seiner Heimatstadt in der Jugendmannschaft des MTV Eckernförde. Er spielte auch in der schleswig-holsteinischen A-Jugend-Landesauswahl und in den Regionalligamannschaften des MTV Eckernförde und des TSV Kronshagen. 2007/08 spielte Sebastian Fuchs beim Bundesliga-Aufsteiger Hamburg Cowboys und wurde trotz des Abstiegs der Mannschaft in den Ranglisten des deutschen Volleyballs als zweitbester Aufsteiger der Saison geführt. Danach wechselte Fuchs zum Ligakonkurrenten SCC Berlin und wurde hier 2010 Dritter im Challenge Cup und 2011 deutscher Vizemeister. 2011/12 spielte er beim Lokalrivalen Netzhoppers KW-Bestensee. 2012/13 spielte Fuchs beim Zweitligisten TSG Solingen Volleys. 2018 wurde er vom Zweitliga-Aufsteiger Kieler TV verpflichtet. Bei seinem ersten Einsatz im Auswärtsspiel beim SV Lindow-Gransee erlitt Fuchs einen Achillessehnenriss, sodass er für den Rest der Saison ausfiel.

## Karriere Beachvolleyball

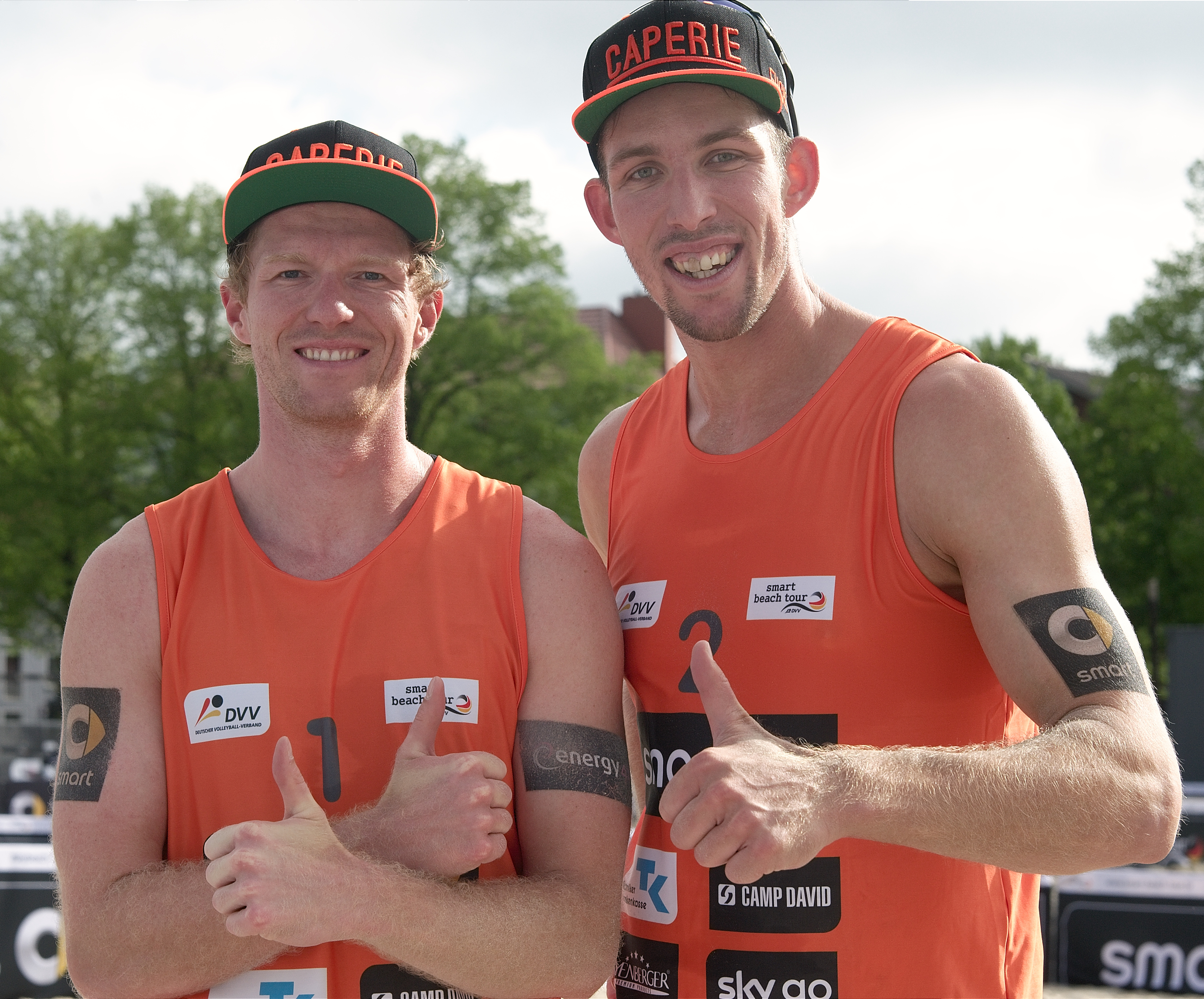
2015 mit Thomas Kaczmarek (links) in Münster

Mit Thomas Kaczmarek spielte Sebastian Fuchs 2003 seine ersten Beach-Turniere und gewann bei der U18-Weltmeisterschaft in Pattaya den Titel. 2005, 2007 und 2008 waren Florian Lüdike sowie 2006 Nils Rohde die Standardpartner auf der nationalen Beach-Tour. International war Fuchs aber immer mit Kaczmarek erfolgreich: 2005 gewannen Fuchs/Kaczmarek die deutsche A-Jugend-Meisterschaft, wurden Dritte der U20-Europameisterschaft in Jerusalem und Fünfte der U21-WM in Rio de Janeiro. Im August 2007 wurden Fuchs/Kaczmarek in Paralimni U23-Europameister. Bei der U23-EM in Espinho spielte Fuchs 2008 nochmal mit Kaczmarek und wurde Dritter. Während seiner Hallenvolleyball-Profizeit beim SCC Berlin spielte Sebastian Fuchs nur noch sporadisch im Sommer mit wechselnden Partnern am Strand. Seit 2011 spielte er zusammen mit den Kielern Nils Rohde und Florian Lüdike. 2013 war Olympiasieger Julius Brink sein Partner. Bei der WM 2013 in Stare Jabłonki trat Fuchs allerdings mit Thomas Kaczmarek an, weil Brink seine Teilnahme wegen einer Verletzung kurzfristig absagen musste. Trotz eines Sieges über die US-Amerikaner Lucena/Hyden schieden Fuchs/Kaczmarek nach der Vorrunde aus. Mit Marcus Popp wurde Fuchs bei der deutschen Meisterschaft Vierter. Ein Jahr später erreichten Fuchs/Kaczmarek das Endspiel der deutschen Meisterschaft 2014, das sie im Tiebreak gegen Erdmann/Matysik verloren. Bei den FIVB Open in Paraná und Mangaung verpassten sie mit jeweils Platz vier knapp einen Podestplatz. Im August 2015 trennte sich Fuchs von Kaczmarek und spielte bis Juli 2016 an der Seite von Stefan Windscheif. 2017 war Eric Stadie sein fester Partner. Beim Smart Beach Cup in Duisburg konnten die beiden ihren ersten gemeinsamen Turniersieg auf der deutschen Tour feiern. Im September wurden Fuchs/Stadie deutscher Vizemeister. 2018 bildete Fuchs ein neues Duo mit Mischa Urbatzka. Fuchs/Urbatzka spielten auf der nationalen Techniker Beach Tour und belegten bei der deutschen Meisterschaft Platz neun.